# Carlos José Solórzano
Carlos José Solórzano Gutiérrez (1860-1936) foi presidente da Nicarágua entre 1925 e 1926.
Em 25 de outubro de 1925 o general Emiliano Chamorro Vargas começou operações de insurgência contra o presidente Solórzano, e reclamou a presidência em 17 de janeiro de 1926, apesar de não ter recebido o reconhecimento dos Estados Unidos.